# 雷蒙茲·韋約尼斯
雷蒙兹·韦约尼斯（1966年6月15日—）是一位拉脫維亞政治家。2015－2019年擔任拉脫維亞總統一職。韦约尼斯在2015年6月3日的拉脫維亞總統選舉中當選。他也曾經擔任拉脫維亞國防部長等職務。